# ジュディス台風
ジュディス台風（ジュディスたいふう、昭和24年台風第9号、国際名：ジュディス/Judith）は、1949年8月に九州に上陸し、南西諸島や九州・四国地方に大きな被害を出した台風である。

## 概要

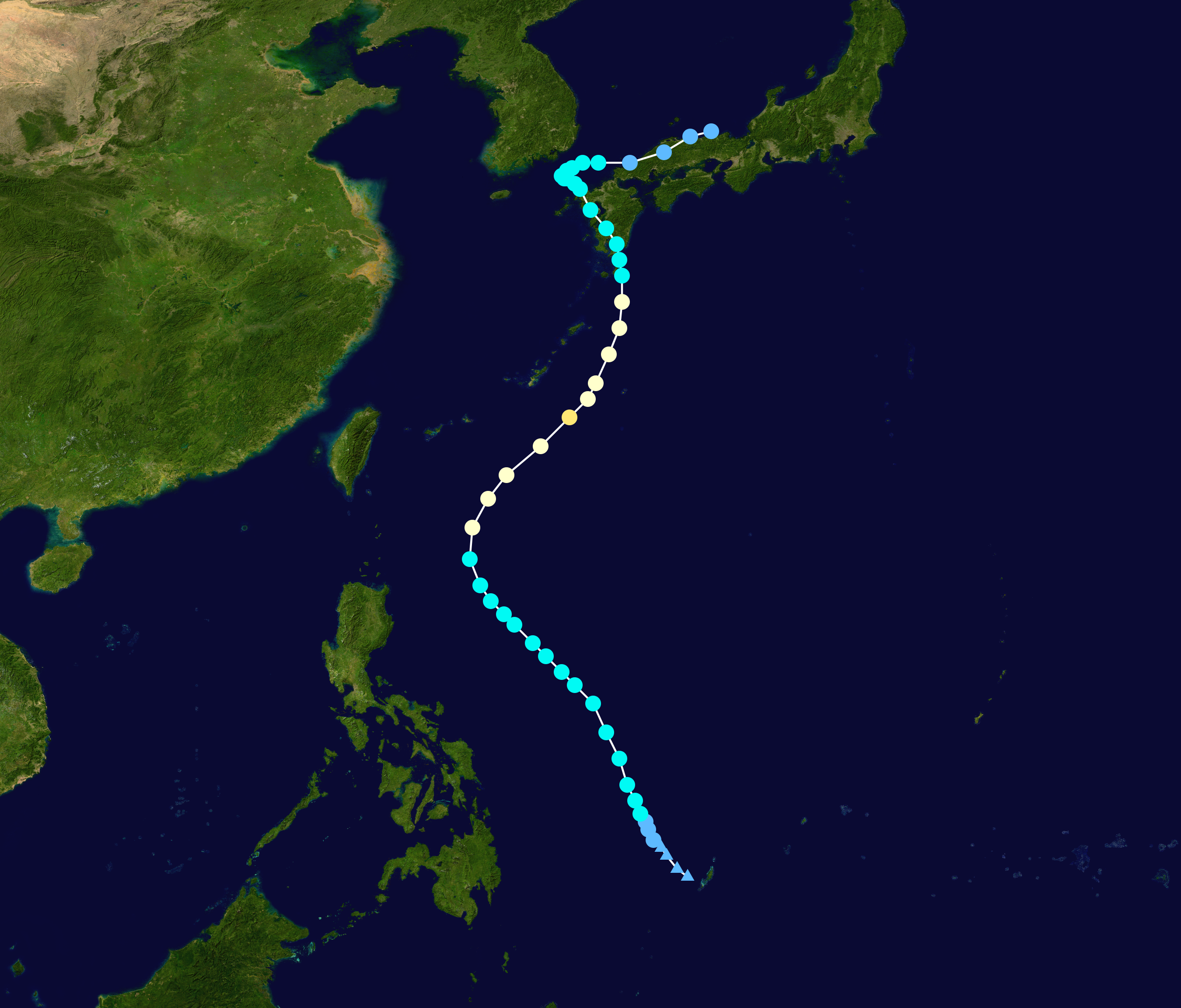
進路図

1949年8月7日、パラオ島付近で台風9号が発生。南西諸島の東の海上を北北東に進んでいたが、次第に北から北北西に向きを変えて、14日9時頃に鹿児島県屋久島の南で最盛期を迎え中心気圧960hPaを記録。その後15日21時頃に鹿児島県志布志湾付近に上陸した。16日3時頃に八代海に出て長崎県西方海上に進み、17日には長崎県対馬の西で停滞。18日に東に進み始め、19日に福井県若狭湾付近で消滅した。
台風の影響により、佐賀県で期間降水量が493.9mmに達するなど、九州では200～400mmの大雨となり、佐賀県をはじめとする九州各地で被害が発生した。またこの大雨によって、九州・四国の各地で河川の氾濫が多発し、大水害となった。
1949年9月1日、昭和天皇、香淳皇后が被害の大きかった佐賀県、宮崎県、福岡県、長崎県に御救恤金を賜う。

## 被害状況
- 死者154名、行方不明25名、負傷者213名[1]
- 住家全壊569棟、住家半壊1,966棟
- 床上浸水33,680棟、床下浸水68,314棟
- 田畑の流埋7,035ha、船舶の被害124隻